# Темп (футбольный клуб, Шепетовка)
«Темп» (укр. «Темп») — украинский футбольный клуб из Шепетовки. Основан в 1990 году, лучшее достижение в первенстве Украины — 9-е место в высшей лиге в сезоне 1993-94. Прекратил существование в 1996 году.

## История
Клуб основан в 1990 году в Шепетовке Хмельницкой области при местном кооперативе «Темп» по инициативе Джумбера Нишнианидзе, который стал президентом клуба и полностью его финансировал. 27 ноября 1991 года «Темп» стал обладателем Кубка УССР, в финале победив ровенский «Верес» — 2:1 и 1:1. Это был последний розыгрыш кубка, так как на момент финала Украина уже обрела независимость.
Формировались группы первого чемпионата Украины и шепетовчан в качестве бонуса за победу в кубке включили в список 20 команд, которые стартовали в высшей лиге. В первом сезоне команда заняла последнее место в группе и опустилась в первую лигу. В элиту «Темп» вернулся уже через год. Благодаря финансовой независимости и хорошему подбору игроков в сезоне 1993/94 клуб из райцентра смог стать 9-й командой Украины. Это был самый успешный сезон в истории коллектива. В следующем сезоне «Темп» потерял финансовую стабильность. В результате ушёл тренер, ушли ключевые игроки, а команда вела борьбу за выживание. Одного очка не хватило «Темпу» до спасительного 16-го места и он вновь понизился в классе.
В первом туре нового чемпионата 4 августа 1995 года в первой лиге стартовал уже «Темп-АДВИС» из Хмельницкого. Этот клуб образовался путём объединения безденежного «Темпа» и второлигового «АДВИСа» из областного центра. Шепетовку же стал представлять фарм-клуб «Темп-АДВИС-2» во второй лиге. Денег и сил у второй команды хватило всего на 7 туров чемпионата, результаты матчей с ее участием аннулированы (5 поражений с общим счетом 2:15 и 2 технических поражения из-за неявки).
Первый домашний матч в Хмельницком на стадионе «Подолье» игроки «Темпа» под вывеской «Темп-АДВИС» провели в третьем туре 12 августа, а 6 ноября домашний матч уже в Красилове на стадионе «Юность» стал последним для хмельницкого клуба.
В ноябре 1995 года команда «Темп-АДВИС» снялась с соревнований. На замену ей был сформирован клуб «Ратуша», который представлял Каменец-Подольский, который заявился на место «Темп-Адвиса», чтобы завершить сезон для команд Хмельницкой области.
«Ратуша» не имела ничего общего с «Темп-АДВИС», кроме того, что унаследовала его результаты выступлений в первом круге. Как игроки, так и тренер «Ратуши» не выступали в первом круге за «Темп-АДВИС». Зато были привлечены фактически полупрофессиональные футболисты, а возглавить команду пригласили тренера ДЮСШ №2 Александра Петрова.
Дебютировала новая команда 31 марта 1996 года матчем против лидеров чемпионата — полтавской «Ворсклы». Название команды было определено только накануне матча: в программке до матча полтавчане ошибочно назвали гостей командой «Импульс» (несмотря на то, что большинство игроков этого каменецкого клуба перешли в «Ратушу», «Импульс» продолжил существование и заявился в чемпионат области).
Во втором круге сезона 1995/96 «Ратуша» проиграла все матчи, в которых участвовала. Единственную победу команда одержала в последнем, 42-м туре, из-за неявки на матч соперника — кременчугского «Нефтехимика». Еще в двух матчах — против макеевского «Шахтера» и алчевской «Стали» — «Ратуша» получила техническое поражение за невыезд. В остальных состоявшихся 18 матчах каменчане потерпели 18 поражений с общим счетом 3-71. Несмотря на такой результат, им удалось даже финишировать не последними: благодаря результатам «Темп-АДВИС» они опередили стрыйскую «Скалу». При этом первый круг «Темп-АДВИС» закончил на "спасительном" 20-м месте (после 16-го тура команда даже поднималась до 15-го места), а в зону вылета опустился только по итогам 28 тура, состоявшегося 19 апреля 1996 года.
По итогам сезона 1995/96 «Ратуша» опустилась во вторую лигу, однако клуб снялся с соревнований к началу нового сезона из-за нехватки финансирования.

## Прежние названия
- 1991—1995: «Темп» Шепетовка
- август — ноябрь 1995: «Темп-АДВИС» Хмельницкий
- март — июль 1996: «Ратуша» Каменец-Подольский

## Достижения

### Украина
- Кубок УССР
  - Обладатель: 1991

## Результаты выступлений
СССР
| Сезон | Лига               | Место | И  | В  | Н  | П  | З  | П  | О  | Кубок УССР | Примечания     |
| ----- | ------------------ | ----- | -- | -- | -- | -- | -- | -- | -- | ---------- | -------------- |
| 1991  | Вторая низшая лига | 9     | 50 | 19 | 15 | 16 | 64 | 53 | 53 | Обладатель | 1 зона (Запад) |
 Украина
| Сезон   | Лига | Место | И  | В  | Н | П  | З  | П   | О  | Кубок Украины | Примечания |
| ------- | ---- | ----- | -- | -- | - | -- | -- | --- | -- | ------------- | --- |
| 1992    | ВЛ   | 10    | 18 | 2  | 4 | 12 | 9  | 34  | 8  | 1/32 финала   | Группа «A» Вылет |
| 1992/93 | 1    | 2     | 42 | 25 | 8 | 9  | 68 | 48  | 58 | 1/8 финала    | Повышение в классе |
| 1993/94 | ВЛ   | 9     | 34 | 12 | 8 | 14 | 39 | 38  | 32 | 1/8 финала    | |
| 1994/95 | ВЛ   | 17    | 34 | 10 | 4 | 20 | 31 | 41  | 34 | 1/4 финала    | с этого сезона за победу насчитывают 3 очка Вылет После окончания сезона объединение с ФК «Адвис» и переезд в Хмельницкий. |
| 1995/96 | 1    | 21    | 42 | 6  | 2 | 34 | 14 | 103 | 20 | 1/64 финала   | Клуб по ходу сезона был заменён командой «Ратуша» (Каменец-Подольский) Прекратил существование                             |

## Тренеры
«Темп»:
- Иштван Секеч: 1990—1992
- Зая Авдыш: август — сентябрь 1992
- Юрий Войнов: сентябрь — декабрь 1992
- Сергей Доценко: январь — май 1993
- Леонид Ткаченко: май 1993—1994
- Станислав Берников: март — апрель 1995
- Реваз Дзодзуашвили: апрель — июнь 1995

«Темп-АДВИС»:
- Валерий Душков: июнь — август 1995
- Валентин Крячко: август — ноябрь 1995

«Ратуша»:
- Александр Петров: март — июнь 1996